# Sisterhood Is Powerful
Sisterhood Is Powerful: An Anthology of Writings from the Women's Liberation Movement (en español La hermandad es poderosa: Antología de escritos del Movimiento de Liberación de la Mujer) es una antología de escritos feministas de 1970 editada por Robin Morgan, poeta feminista y miembro fundadora del grupo New York Radical Women. Es una de las primeras antologías ampliamente disponibles sobre el feminismo de segunda ola. Es al mismo tiempo un análisis que conciencia y una llamada a la acción. Sisterhood Is Global: The International Women's Movement Anthology (1984) es la continuación de Sisterhood Is Powerful. Después de Sisterhood Is Global llegó su continuación, Sisterhood Is Forever: The Women's Anthology for a New Millennium (2003). 

## Contexto
Kathie Sarachild acuñó la frase "la hermandad es poderosa" en 1968, en un panfleto que escribió para el discurso inaugural que dio en la primera acción pública de New York Radical Women en la convocatoria de la Brigada de Jeannette Rankin.

## Contenido
La antología incluía ensayos feministas clásicos y escritos de activistas como Naomi Weisstein, Kate Millett, Eleanor Holmes Norton, Florynce Kennedy, Frances M. Beal, Lucinda Cisler, Joreen, Marge Piercy, Lynn Strongin y Mary Daly, así como documentos históricos que incluyen la Declaración Universal de los Derechos Humanos de la ONU, extractos del Manifiesto SCUM, el Manifiesto de las Redstockings y documentos históricos de W.I.T.C.H. También incluye un documento del Grupo de Liberación de Mujeres Negras de Mount Vernon lo que demuestra la "hermandad" consciente de la raza que exigieron algunas feministas negras de segunda ola y que fue utilizada por muchas feministas de segunda ola para comunicar esta demanda. También incluye lo que Morgan denominó "karate verbal": citas y estadísticas útiles sobre las mujeres.

## Acogida
La antología fue citada por la Biblioteca Pública de Nueva York como uno de los "Libros del siglo XX de la Biblioteca Pública de Nueva York". Sin embargo, Chile, China y Sudáfrica prohibieron la antología.

## Legado
El Oxford English Dictionary atribuye Robin Morgan el primer uso del término herstoria  impreso en el libro. Respecto de la organización feminista WITCH, Morgan escribió:
La fluidez y el ingenio de las brujas son evidentes en el acrónimo siempre cambiante: el título básico original era Conspiración Terrorista Internacional de Mujeres del Infierno [...] y el último que se escucha al momento de escribir esto es Mujeres Inspiradas a Cometer Su Historia."
Morgan fundó la primera organización estadounidense de subvenciones feministas, The Sisterhood Is Powerful Fund, con los derechos de Sisterhood Is Powerful.

## En la cultura popular
En un desfile de la Semana de la Moda de París de 2019, la directora creativa de Christian Dior, Maria Grazia Chiuri, estrenó una colección de camisetas que decían Sisterhood Is Powerful, Sisterhood Is Global y Sisterhood Is Forever, respectivamente.
La película de 2016 sobre la mayoría de edad, 20th Century Women, presentaba de forma destacada el libro, prestado a Jamie (Lucas Jade Zumann) por Abbie (Greta Gerwig).